# Salvador Galvany i Ventura
Salvador Galvany i Ventura (La Garriga, 12 de juny de 1916 - 9 de juny de 1974) fou un futbolista català de les dècades de 1930 i 1940.

## Trajectòria
Abans de la Guerra Civil destacà defensant els colors de l'EC Granollers, CE Sabadell i CE Júpiter. Acabada la guerra fitxà el FC Barcelona, on en la seva primera temporada arribar a jugar cinc partits de copa, marcant un gol, amb el primer equip (1939-40). Després de ser cedit a diversos clubs, com ara CA Osasuna, CE Europa o CE Constància, i disputar més amistosos amb el Barça, marxà al Granada CF, on jugà 16 partits a primera divisió i marcà 5 gols. Posteriorment jugà a clubs com el Reial Oviedo, Reial Saragossa o al CF Badalona a Segona Divisió.
El seu germà Pere Galvany II fou jugador del RCD Espanyol reserva, Gimnàstic de Tarragona o Reial Saragossa.